# Halysidota intensa
Halysidota intensa är en fjärilsart som beskrevs av Rothschild 1909. Halysidota intensa ingår i släktet Halysidota och familjen björnspinnare. Inga underarter finns listade i Catalogue of Life.